# Eduardo Strauch
Eduardo Strauch Urioste (Montevideo, 13 de agosto de 1947) es un arquitecto y un pintor uruguayo, uno de los sobrevivientes del accidente aéreo de 1972 en los Andes. 

## Vida
Cursó sus estudios en el colegio Stella Maris, en el barrio de Carrasco. Fue jugador y cofundador del equipo uruguayo de rugby Old Christians Club. 
El 13 de octubre de 1972 y con 25 años, sobrevivió al accidente aéreo de los Andes, junto a sus primos Daniel Fernández y Adolfo Strauch. El 22 de diciembre de 1972, después de 72 días en la cordillera, los tres formaron parte del grupo de 16 sobrevivientes rescatados en la montaña.
Estudió arquitectura en la Facultad de Arquitectura de la Universidad de la República. Contrajo matrimonio con Laura Braga en 1979, con quien tuvo cinco hijos: Olivia, Federico, Sofía, Camila y Pedro Strauch, se fue a vivir al campo.
En la película ¡Viven! de 1993, dirigida por Frank Marshall, Eduardo Strauch fue interpretado por el actor Gian DiDonna.
En 2012 publicó su biografía titulada Desde el silencio, con la coautoría de Mireya Soriano. El libro fue presentado en Uruguay, España y otros países.